# 胡蘿蔔沙拉
胡蘿蔔沙拉（英語：Carrot salad）是一種以胡蘿蔔為主要成分的沙拉。在美国南部，胡蘿蔔葡萄乾沙拉是傳統菜餚，用磨碎的沙拉加上葡萄乾、蛋黃醬、糖、鹽和黑胡椒製成。